# 外張り断熱工法
外張り断熱工法（そとばりだんねつこうほう）とは、木造住宅における外断熱工法のこと。切れ目なく断熱を施すことができるが、木造住宅の場合はコンクリート構造物に比べて熱容量が大きくないので、コンクリート住宅ほどは恩恵を受けない。

## 充填断熱工法と外張断熱工法の違い
建物の外側を断熱材で切れ目無く包み込む断熱工法が外張断熱工法である。断熱材を用いて、柱の間に断熱材をはめ込む工法は、充填断熱工法と呼ばれ、外張断熱工法とは区別される。外張断熱工法は壁内が空洞であり、配線・配管の施工が容易である。外張り断熱は、充填断熱と比べて結露が発生する露点が躯体の外側にあるため建物内部に結露が発生しにくいと言われている。外張断熱工法と充填断熱工法を併用することで、さらに断熱性能が高い建築とすることができる。その一方で、建物の外側に断熱材を固定するため断熱材のズレ等を危惧する声もある。